# Mijaíl Savoyárov
Mijaíl Savoyárov (30 de noviembre de 1876, Moscú-4 de agosto de 1941, Moscú) fue un artista ruso, cantante, compositor, poeta y mimo. En el primer cuarto del siglo XX destacó como cantante popular con obras y coplas de su propia creación. Alcanzó gran fama en los años de la guerra (1914 – 1917), cuando se lo conoció como "el rey de los excéntricos". La misma época en que trabó amistad con Aleksandr Blok. Se lo puede considerar el artista de Petrogrado, dado que su éxito se produjo en el periodo de cambio de nombre la capital del Imperio ruso.

## Biografía
Mijaíl Nikoláievich Savoyárov (Soloviov) nació en Moscú, el 30 de noviembre de 1876. No recibió educación musical en su infancia. Aprendió a tocar el violín solo, aunque también recibió clases privadas. Llegó a San Petersburgo a finales de los años 1890, y se puso a trabajar como violinista en la ópera privada y después en el teatro “Palace”. Las operetas del repertorio de estos teatros determinaron bastante su estilo. Savoyárov hizo su debut en escena como  modesto tenor para sustituir a un actor enfermo. Tuvo éxito, pero nada extraordinario. De temperamento independiente, dejó el trabajo en el teatro muy pronto y vivió de sus propios recursos. Desde 1905 trabaja en pequeñas compañías singulares llamadas “Capellas”, tanto de minorías rusas como gitanas o pseudofrancesas, entonces de moda, que le proporcionaron beneficios.
Desde 1905 Savoyárov compone e interpreta las coplas, primero partiendo de la opereta y de la canción popular y después, de su propia creación. Su talento para la poesía y la música lo convierten en cantante y compositor independiente. Sobre todo, su repertorio consistía en canciones y coplas acompañadas de piano, violín, danza, pantomima y excentricidades rayanas a menudo con la bufonería insolente. Por algo el apellido Savoyárov coincide con la palabra francesa "savoyard”(trovador de Savoya), músico vagabundo o callejero.

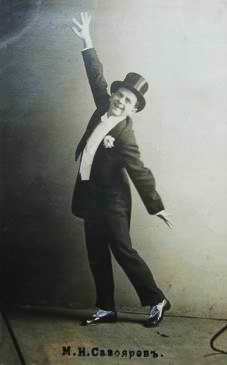
Mijaíl Savoyárov – tarjeta postal del año 1914

En 1907 Savoyárov tuvo éxito en la Feria de Nizhni Nóvgorod actuando con su primera esposa Ariadna Azagárina. Anteriormente ella ya era conocida como cantante cabaretera francesa. El «dúo franco-ruso» que formaron tenían un repertorio consistente en números cómicos y satíricos, canciones, bailes, disfraz y personificaciones con vestuario de teatro, maquillaje, puesta en escena y decorados teatrales.
En 1914 Savoyárov publicó en San Petersburgo la primera colección de textos de sus escritos y entró en la "Sociedad de escritores dramáticos y musicales". A la edad de cuarenta años escribió sus mejores canciones y alcanzó la cima de la popularidad. El personaje favorito del excéntrico Savoyárov, es un “flaneur securales”, dandi, un pequeño burgués visitante de lugares de delicados pastos – con abrigo arrugado o planchado, con sombrero de copa o bombín, con un bastón en sus manos y crisantemo en el ojal. A veces Savoyárov utiliza la máscara de un «ladrón» y para estas ocasiones, por lo general, escribía coplas especiales. Una de ellas representó el autor exactamente así: “Me llamo Savoyárov – soy ladrón y me siento orgulloso” / “Ya bosyak i tem gorzhusya, Savoyárovim zovusya”. Su acción “en sí mismo” en la escena es generalmente característico de su arte.
A veces Savoyárov estaba cansado de su popularidad “estrecha” de satírico-humorista e intentaba “penetrar” la barrera del género de la poesía alta. Es conocida su declamación patética «Gloria a la mujer rusa» / “Slava russkoy zhénschine”/(con el contenido patriótico-militar) o escena dramática «La muerte del aviador» / “Smert aviátora” / la cual, no tuvo mucho éxito.
Savoyárov ganó la mayor popularidad en los años 1916 – 1917. Las coplas cómicas “Gatita”/”Kísanka”/, “Caminé” / “Pogulyal”/, “Sumisamente gracias” / “Blagodariú pokorno”/, “Nuestra cultura” / “Nasha kultura”/, “A causa de las damas” / “Iz-za dam”/ fueron reimpresos varias veces y fueron citas en cruceros y fiestas (hasta hoy), la escena excéntrica “La luna, la luna ¿tu de verdad estás borracha?” /”Luná, luná, neuzhto ty piyaná?”/ la cantó literalmente todo Petrogrado. Las coplas infinitas “Nuestra cultura” /”Nasha kultura”/ tuvieron el éxito especialmente sostenible. El estribillo con el reproche de esta canción (“Ahí son los frutos de la ilustración, ahí es nuestra cultura”) /”Vot vam plodý prosveschéniya, vot vam nasha kultura”/, fue utilizado por diferentes autores para crear versiones renovadas antes de finales del 1920-s.
En 1915-1917 muchas coplas de actualidad de Savoyárov destacaron por sus agudezas satírica y política. Por eso, no todas sus canciones fueron publicadas, las tenían estrictamente censuradas y los números de coplas fueron reducidos.

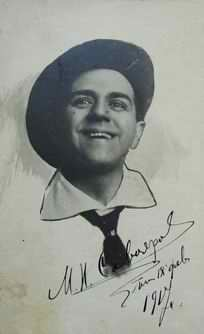
Mijaíl Savoyárov – tarjeta postal del año 1916

Savoyárov conoció al poeta Aleksandr Blok en tiempos de la Primera Guerra Mundial, en los años 1914 – 1918. Blok visitó decenas veces los conciertos de Savoyárov en las salas de cine y cafés chantant. De vez en cuando, Blok traía consigo artistas que leían en la escena sus poemas y piezas teatrales. Así, en 1918 Blok insistentemente mostraba a Savoyárov a su esposa Liubov Blok (hija del químico Dmitri Mendeléyev), para que “aprendiera” a leer de manera excéntrica su poema “Los doce” (”Dvenádtzat”). Además, Vsévolod Meyerhold iba a los conciertos de Savoyárov, durante el periodo de trabajo activo en la obra de Blok “La Carpita” (”Balagánchik”). Según Blok, la carpita de Savoyárov era “mucho mejor que la nuestra”. Aquí está una de las notas sobre este tema, que Blok había dejado en sus diarios:

«...Luba finalmente ha visto a Savoyárov, que ahora está de gira en “miniatura” al lado de nosotros. Para que, medir los talentos de Aleksandrinski en Oz, ellos siempre están actuando después del almuerzo y antes de la cena, cuando un arte real esta en “miniature”.... 

— (20 de marzo 1918, Aleksandr Blok, libros de nota). 

Blok mismo leía “Los Doce” casi nunca y no sabía cómo leerlo en voz alta. Con la lectura del poema actuaba invariablemente su mujer. Además, ella leía mal, recayendo en un mal carácter melodramático. Una mujer grande, quien parecía aún voluminosa, con los brazos macizos, desnudos casi hasta los hombros, se agitaba por el tablado bruscamente gritando y gesticulando, ahora sentándose ahora saltando de nuevo. Para algunos que estuvieron observando, les parecía que Blok estaba enojado al escuchar a Lubov Dmítrienva. Probablemente esto no era así, ya que Blok  constantemente le aconsejaba y mostraba, cómo debía leer el  poema. Es conocido, que él había llevado a Lubov Dmítrievna especialmente a escuchar a un cupletista burdo Savoyárov, cuyo arte Blok apreciaba mucho. Es evidente, él creyó que leer “Los Doce” era necesario precisamente así, como actuaba Savoyárov, pero el mismo Blok no sabía leer así y no lo aprendió. Para aprenderlo, tenía que hacerse “el poeta-cupletista de variedades”, dijo Blok.
Asimismo Savoayárov no se quedó en deuda. Especialmente para el visitante famoso de sus conciertos Savoyárov compuso algunas canciones de parodias que imitaban, con “la ironía ligera”, los versos más populares de Blok. Sabiendo que Blok estaba presente en la sala, Savoyárov interpretaba esas coplas. El diálogo “en vivo” de los dos artistas, durante el concierto, ponía el público en éxtasis.
La Revolución de Octubre fue un colapso para toda la vida en Rusia, incluyendo la vida cultural. Savoyárov intentó colaborar con el nuevo poder. Durante tres años encabezó la Unión de los Artistas de Variedades de Petrogrado. Pero luego fue reemplazado por los artistas “naturales” proletarios. En los años 1920, Savoyárov intentaba tratar los temas nuevos soviéticos, seguía componiendo e interpretando. Según la segunda esposa de Savoyárov, la actriz Elena Nikítina (1899 – 1973), tuvo su mayor éxito la canción de una opereta “La cancioncita de la mujer proletaria” /”Pésenka proletarki”/ y la romanza “Ustéd es toda la misma” /”Vy vsio ta zhe”/, en la cual ridiculizaba los tonos decadentes de Vertinski.
Hasta 1930, Savoyárov siguió dando conciertos en la Unión Soviética. Tenía 50 años. Del repertorio de aquel tiempo se pueden destacar las coplas satíricas “Que pasaje” /”Kakói passazh”/ (a ritmo de charlestón), los monólogos de género sátiro entre bastidores “Usted dice que doblamos demasiado el palo” /”Vy govorite pereguibáem palku”/, “Quiero amar a todos” /”Jochú vsej lubit”/ (1925), el folletín musical “Que récords son estos” /”Tozhe mne, rekordy”/ (1929), la canción-parodia “Ladrillitos” /”Kirpíchiki”/ y otras… Pero no consiguió repetir el éxito de 1915 en Petrogrado.
Desde principios de los años 1930, la actividad de los conciertos de Savoyárov paró. La situación política en el país se congela, se forman las uniones de creadores socialistas y cesa la práctica de conciertos libres. El Partido Bolchevique no da la bienvenida a cualquier excentricidad, menos aún – satírica.
En 1933, Savoyárov se mudó de Leningrado a Moscú, donde vivió durante los últimos 7 años. Murió un mes y medio después del estallido de la guerra con Alemania. El 4 de agosto de 1941 Savoyárov murió durante un ataque aéreo a causa de un ataque al corazón, en el portal de la casa 43 en la calle Lesnaya. En los tiempos de los bombardeos él no iba a los refugios antiaéreos.

## Influencia artística
La primera vez en Rusia que Savoyárov llevó a escena un estilo propio musical excéntrico de interpretación, que estaba lejos del estilo de circo y el estilo teatral. En los años 1910 su éxito e influencia artística impactó desde “los conciertos musicales” de Ígor Severyanin hasta la poesía con acompañamiento de Mijaíl Kuzmín.
Sin embargo, el mayor impacto del estilo excéntrico del artista e incluso poeta – afectó Aleksandr Blok. Esto se nota más claramente en las obras posrevolucionarias de Blok. Según la opinión de Víktor Shklovski, el poema “Los doce” (”Dvenádtzat) estaba vituperado por todos y pocos lo entendieron, esto pasó precisamente porque todos estaban demasiado acostumbrados a tomar a Blok en serio y sólo de manera seria. Los doce, son un retrato del Petrogrado criminal-revolucionario y, en el que Shklovski comparó con “El jinete de bronce” (”Medny vsádnik”) de Pushkin, han aparecido los nuevos motivos:

«...“Los doce” – es una cosa irónica. No está escrito en el estilo de rima popular, esta hecho en estilo “pícaro”. Está hecho en estilo de las coplas de la calle como de los de Savoyárov.

— (Víktor Shklovski “La escala de Hamburgo” /”Gámburgski schiot”) 

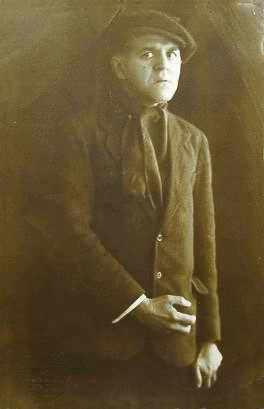
Mijaíl Savoyárov como un ladrón – tarjeta postal del año 1915

Shklovski tuvo en mente a Savoyárov y sus coplas en “género desgarrado”, cuando Savoyárov salía a la escena vestido y maquillado como un ladrón. El coreógrafo George Balanchine recordó para siempre cómo Savoyárov cantaba las coplas de ladrones “Aliosha, basta, toma un semitono por debajo, déjate de cargar un negro”… /”Aliosha, sha, vozmí poltónom nizhe, bros arapa zapravlyat..”/ Precisamente esta atmósfera criminal impregnaba Petrogrado del poema “Los doce”, en un terrible invierno de nieve del año 1918.
Savoyárov entró en uso amplio las parodias musicales sobre otros autores. Especialmente conocidos fueron sus “Bebé, no tengas prisa” /”Dityá, ne speshí”/ (la respuesta a la romanza de Mijaíl Kuzmín “El bebé y la rosa” /”Dityá i roza”/ y “Usted sigue siendo la misma” /”Vy vsio ta zhe”/ (la parodia de la romanza de Vertinski “Sus deditos huelen a incienso” /”Vashi pálchiki pájnut ládanom”/. A menudo en sus conciertos de los años 1920, Savoyárov cambiaba de ropa, usaba maquillaje y la segunda parte de concierto era interpretada por el nombre (y máscara) del “artista Valertinski”. Esto le vino muy bien a Vertinski, quien no fue olvidado durante su emigración.
La manera libre de Savoyárov de cantar, gesticular, de no parar de moverse en la escena y tocar el violín, estaba causando un efecto fuerte. En los años 1920-30, comenzó a actuar con el violín el alumno de Savoyárov, el cantante de coplas – Grigori Krasavin, es el primer intérprete de la célebre copla “Búblichki” (Búblik - una rosquilla tradicional) de Yákov Yádov.
En los años 1930, muchos artistas iban a las clases de Savoyárov. De sus alumnos más famosos de este periodo, sobre todos, se puede nombrar Arkadi Raikin. Ahora hay muy pocos que recuerdan, que Raikin en los años 30 no empezó como un lector y satírico, sino como un excéntrico musical y bailarín mimo. Su primer éxito y el título de laureado en el concurso de los artistas de variedades de la Unión Soviética llegó a Raikin con el número de baile de imitación a Chaplin.
Al mismo tiempo que Savoáyrov estudió Aleksandr Menáker. La escuela excéntrica de Savoyárov está perceptible a la manera de interpretación de las canciones por Andréi Mirónov (el hijo de Menáker) y en las funciones musicales del joven Konstantín Raikin. Una de las canciones del año 1915 (escenita rural “Trompeteros”/”Trubachí”/), que el actor Andréi Mirónov interpreta en la película de Eldar Ryazánov “Decid una palabra a favor del pobre húsar” /”O bédnom gusare zamólvite slovo”/. (“Por el pueblo corren niños, chicas, mujeres, chiquillos, como una plaga de langostas los trompeteros soplan las trompetas...”) /”Po selú begut malchishki, devki, baby, rebyatishki, Slovno staya saranchí, V truby dúyut trubachí...”/. La música de esta canción fue reescrita por el compositor Andréi Petrov, pero dejó casi sin cambios el texto de Savoyárov.

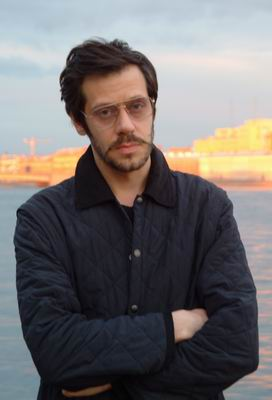
Yuri Janón, San Petersburgo, 2008.

Pero tal vez, la influencia más evidente de “influencias artísticas” de Savoyárov se puede considerar en su nieto – el compositor, laureado del premio «Oscar europeo» del año 1988, y además escritor y pintor, el cual lleva el seudónimo artístico de Yuri Janón. Tal vez, en el mismo, excéntrico Mijaíl Savoyárov recibió su nueva reencarnación...., en parte en la forma filosófica y académica.
El estilo artístico de Savoyárov distinguió el encanto de interpretación “muy vivo” con musicalidad natural, plasticidad, con presencia de matices sutiles, capacidad aguda de reencarnación, habilidad para revelar el texto y subtexto, completando con el canto, baile y escenita mímica. Esta interpretación tiene una inconveniente – hay que verlo y oírlo personalmente. En los archivos no se guardaron las grabaciones, ni fragmentos de las películas. Todo el patrimonio de Savoyárov es su música publicada en notas, fotos y colecciones de poesía.

## Fuentes

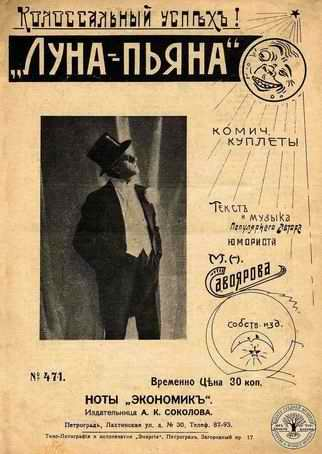
Savoyárov “La luna está borracha” (la cubierta de notas), Petrogrado, 1916.

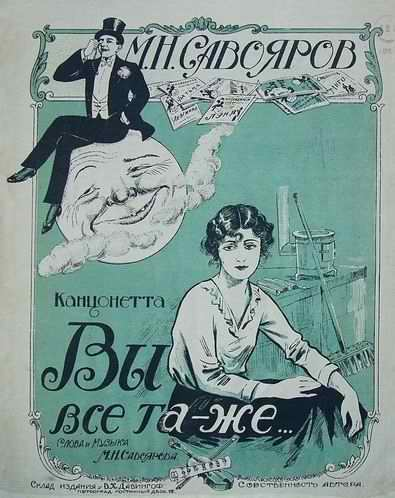
Savoyárov “Usted es la misma” (la cubierta de notas), Petrogrado, 1921.